# Etincelles FC
Etincelles Football Club w skrócie Etincelles FC – rwandyjski klub piłkarski grający rwandyjskiej pierwszej lidze, mający siedzibę w mieście Gisenyi.

## Sukcesy
- Puchar Rwandy[1]:
  - zwycięstwo (1): 1988

## Występy w afrykańskich pucharach
| Sezon | Rozgrywki                 | Runda   | Kraj    | Klub        | Dom | Wyjazd | Dwumecz |
| ----- | ------------------------- | ------- | ------- | ----------- | --- | ------ | ------- |
| 1989  | Puchar Zdobywców Pucharów | 1       | Burundi | Vital’O FC  | 1–1 | 1–0    | 2–1     |
| 1989  | Puchar Zdobywców Pucharów | 2       | Zair    | AS Kalamu   | 0–0 | 0–1    | 0–1     |
| 2011  | Puchar Konfederacji       | wstępna | Kongo   | AC Léopards | 0–2 | 1–1    | 1–3     |

## Stadion
Domowe mecze klub rozgrywa na stadionie o nazwie Stade Umuganda w Gisenyi, który może pomieścić 5200 widzów.

## Reprezentanci kraju grający w klubie od 1999 roku
Stan na styczeń 2023.
| - Hamdan Bayiranga - Jean Rémy Bitana - Léandre Bizagwira - Djihad Bizimana - Muhadjiri Hakizimana - Bonaventure Hategekimana - Kasse Kalisa - Yussuf Kayihura - Soter Kayumba - Hussein Cyiza Mugabo - Abedi Mulenda - Rodrigue Murengezi - Djabil Mutarambirwa - Frédéric Ndaka - Ramadhan Niyibizi - Haruna Niyonzima | - Ramadhani Nkunzingoma - Elias Ntaganda - Aimable Rucogoza - Eric Serugaba - Isaïe Songa - Pekeyake Tuyisenge - Abdoul Uwimana - Issa Hakizimana - Jaffar Jumapili - Ally Moussa - Hemedy Murutabose - Emmanuel Ngama - Hassane Brahim - Raymond Fosso - Zakaria Lubega |